# Vespula nursei
Vespula nursei är en getingart som beskrevs av Archer 1981. Vespula nursei ingår i släktet jordgetingar, och familjen getingar. Inga underarter finns listade i Catalogue of Life.